# Råmåsjön
Råmåsjön är en sjö i Rättviks kommun i Dalarna och ingår i Dalälvens huvudavrinningsområde. Sjön har en area på 0,186 kvadratkilometer och ligger 274,5 meter över havet.

## Delavrinningsområde
Råmåsjön ingår i det delavrinningsområde (680290-146658) som SMHI kallar för Inloppet i Notsjön. Medelhöjden är 338 meter över havet och ytan är 23,7 kvadratkilometer. Det finns inga avrinningsområden uppströms utan avrinningsområdet är högsta punkten. Råmåsjöån som avvattnar avrinningsområdet har biflödesordning 4, vilket innebär att vattnet flödar genom totalt 4 vattendrag innan det når havet efter 399 kilometer. Avrinningsområdet består mestadels av skog (81 procent). Avrinningsområdet har 0,47 kvadratkilometer vattenytor vilket ger det en sjöprocent på 2 procent.